# 矢田河原鉄炮稽古場

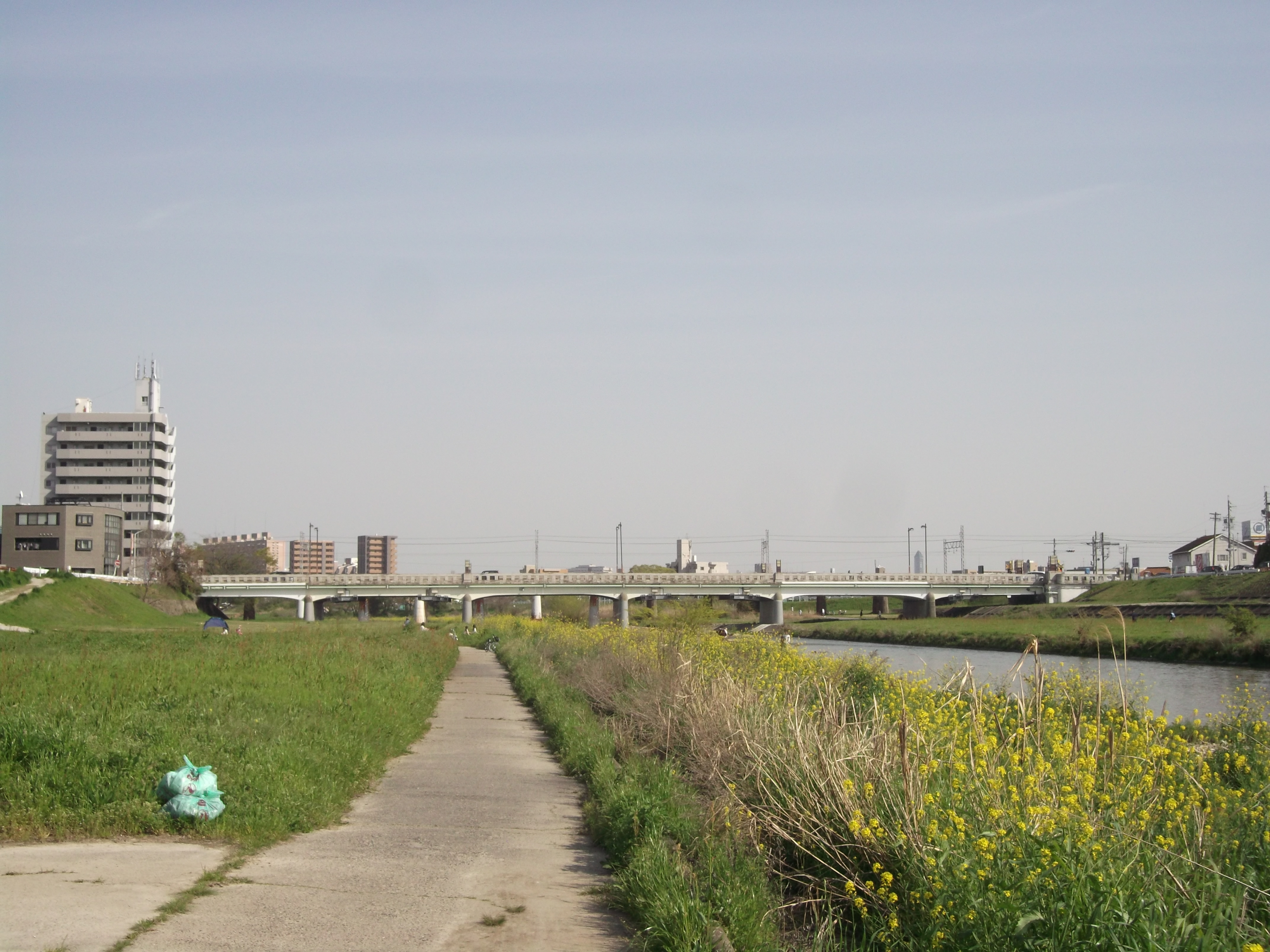
稽古場があった付近の様子（2015年4月）

矢田河原鉄炮稽古場（やだがわらてっぽうけいこじょう）は、愛知県名古屋市の矢田河原にあった尾張藩の鉄炮稽古場である。

## 概要
泉州の七堂浜、相州の由比浜と並ぶ日本三大砲場の一つ。尾張藩の稽古場は初代義直の時代に東区赤塚におかれたが、移転を繰り返し、二代光友の時代に稲富流の稲富一夢が義直から拝領され稽古場として利用していた矢田河原に移転した。当初、長母寺付近の川上にあったが、明和4年(1767年)の大洪水により、矢田川の流路が変わったため、水野街道(現在の瀬戸街道)を越えた上流に移動している。

## 位置・広さ
～稽古場の広さの条件として～
- 射撃場の長さはおよそ、最低2500ｍから最大3300必要である。
- 射撃場の横幅は発射地点は最低約50ｍほどあれば十分だとされていた。着弾点は最低300ｍ必要である。
- 着弾地点までの見通しが可能である
- 周囲に人家がない

上記の条件に当てはまる場所が昭和56年10月、アルプス社発行の地図を参考にすると、木ヶ崎公園から千代田橋緑地までの3000ｍである。現在の堤防よりかなり低い位置に昔の堤防の名残がある。

## 稽古場の施設
- 訓練に必要な付属道具を保管する小屋
- 発射時に使用される小屋
- 見分役の小屋
- 一町ごとに射撃の基準を図るための松が植えられていた
- 文献によれば横を図るために縄を引いていたと思われる。

## 射撃訓練と成績
藩を代表する砲術家達が参加する惣打は藩主が名古屋にいる年の六月末七月末までの二日間行われた。

## 稽古場で使用された火器と砲術流派
天田河原で使用された火器は、指定式点火法に属する石火矢(大硯)、火矢筒、仏狼機(子母砲)と火縄式点火法による小12径の六匁玉(口径1.5cm)から大口径の四百目玉(口径6.2cm)までの火縄銃であった。
「大筒ハ三十余町ヲ見通スニ障ル事ナシ」と『張州雑志』に記されている。射撃指導にあたった砲術家の中でも稲富一夢(裕直)は名射手として義直に仕え、稲富流を確立した。